# Winterstein (Familienname)
Winterstein ist ein deutscher Familienname.

## Namensträger
- Alfred Winterstein (Theologe) (1864–1935), deutscher Pfarrer und Theologe
- Alfred Winterstein (Psychoanalytiker) (1885–1958), österreichischer Psychoanalytiker
- Alfred Winterstein (Kunstsammler) (1895–1976), deutscher Kunstsammler
- Alfred Winterstein (Chemiker) (1899–1960), Schweizer Chemiker
- Claudia Winterstein (* 1950), deutsche Politikerin (FDP), MdB
- Eduard von Winterstein (1871–1961), deutscher Filmschauspieler
- Erhard Ludewig Winterstein (1841–1919), deutscher Maler
- Ernst Winterstein (1865–1949), Schweizer Biochemiker
- Franz Winterstein (1852/1862–nach 1925), deutscher Jurist, aktiv in nationalistischen und deutschvölkischen Organisationen
- Gerardus Winterstein (1740–1805), deutscher Mönch
- Hans Winterstein (Architekt) (1864–1946), deutscher Architekt
- Hans Winterstein (Mediziner) (1879–1963), deutscher Physiologe
- Hedwig Pauly-Winterstein (1866–1965), deutsche Schauspielerin
- Heinrich Winterstein (1912–1996), deutscher SS-Obersturmführer
- Helene Winterstein-Kambersky (1900–1966), österreichische Sängerin und Erfinderin
- Holzmanno Winterstein (* 1952), deutscher Musiker
- Hono Winterstein (* 1962), französischer Jazzmusiker
- Horst Winterstein (1934–2006), deutscher Politiker (SPD), MdL Hessen
- Konrad Winterstein (* 1927), deutscher Fußballspieler
- Ladislaus Winterstein (1905–1964), deutscher Politiker (SPD), MdB
- Lilo Winterstein (1921–† nach 1980), deutsche Standfotografin
- Moreno Winterstein (* 1963), französischer Jazzmusiker
- Norbert Winterstein (* 1931), deutscher Politiker (SPD), MdL Hessen
- Olivier Winterstein (1951–2004), französischer Musikwissenschaftler und Orchester-Intendant
- Paul Winterstein (1876–1945), österreichischer Offizier
- Peter Winterstein (* 1949), deutscher Jurist
- Popots Winterstein (* 1964), französischer Jazzmusiker
- Prinzo Winterstein, deutscher Jazzmusiker
- Rigo Winterstein, deutscher Jazzmusiker
- Rita Winterstein, Geburtsname von Rita Prigmore (* 1943), deutsche Überlebende und Zeitzeugin des Porajmos
- Robert Winterstein (1874–1940), österreichischer Politiker
- Simon von Winterstein (1819–1883), österreichischer Unternehmer und Politiker
- Theodor von Winterstein (1861–1945), bayerischer Verwaltungsjurist
- Theresia Winterstein-Seible (1921–2007), deutsche Sinti-Angehörige
- Titi Winterstein (1956–2008), deutscher Jazzgeiger
- Veronika Winterstein (* 1939), deutsche Politikerin (SPD), MdL Hessen
- Wilhelm Winterstein (1930–2024), deutscher Privatbankier und Mäzen
- Wilhelm P. Winterstein (1931–2018), deutscher Industriemanager
- Willy Winterstein (1895–1965), österreichischer Kameramann
- Ziroli Winterstein (1954–2007), deutscher Jazzmusiker